# Flaga Cesarstwa Austrii
Flaga Cesarstwa Austrii – składała się z dwóch poziomych pasów: czarnego i żółtego (złotego). Były to barwy dynastii Habsburgów i pojawiły się już w wiekach wcześniejszych jako we fladze Świętego Cesarstwa Rzymskiego.
Po powstaniu Austro-Węgier w 1867 flaga ta pozostała flagą cywilną w austriackiej części państwa, praktycznie do samego końca istnienia monarchii. Obecnie nadal używana jest przez rodzinę Habsburgów oraz organizacje monarchistyczne w Austrii.
Identyczną flagę posiada południowo zachodni rejon Niemiec - Badenii-Wirtembergii oraz północna część Polski - Kaszuby.